# Центральный институт организаторов народного просвещения
Центральный институт организаторов народного просвещения им. Е. А. Литкенса (ЦИОНП) Главпрофобра Наркомата просвещения РСФСР (в 1922-24) - педагогический институт в Москве в 1921-1924 гг.  Образован постановлением Наркомпроса в начале 1921 г., начал действовать с 10 июня 1921 г. Ликвидирован постановлением СНК РСФСР от 6 июля 1924 г. и Наркомпроса от 28 августа 1924 г. с передачей функций Академии коммунистического воспитания (АКВ) им. Н. К. Крупской. Впоследствии был выделен из состава АКВ и послужил основой для создания Института повышения квалификации педагогов (ИПКП), учрежденного постановлением Совета Народных Комиссаров РСФСР от 13 января 1928 г.
Известен также как Центральный институт инструкторов-организаторов Наркомата просвещения РСФСР в 1921-1922 и Центральный институт организаторов народного просвещения Главпрофобра Наркомата просвещения РСФСР в 1922.